# Maurice Delmotte
Maurice Clément Lambert Delmotte (Ougrée, 21 december 1899 - Borgworm, 26 mei 1970) was een Belgisch senator en burgemeester.

## Levensloop
Delmotte werd verkozen tot gemeenteraadslid van Remicourt in 1926. Hij was schepen van deze gemeente van 1933 tot 1938 en burgemeester van 1947 tot aan zijn dood. 
In 1946 werd hij socialistisch provinciaal senator en in 1949 rechtstreeks verkozen senator voor het arrondissement Hoei-Borgworm tot in 1965. Hij interesseerde zich voornamelijk voor de wetgeving op de pensioenen.